# Eugenio Manuel de Saboya-Carignano
Eugenio Manuel de Saboya-Cariñano (París, 14 de abril de 1816-Turín, 15 de diciembre de 1888) fue un príncipe y político princesa italiano del siglo XIX.

## Biografía
Fue hijo del príncipe José de Saboya-Cariñano, conde de Villafranca, miembro de una rama menor de la Casa de Saboya reinante en el reino de Cerdeña; y de su esposa la noble francesa, Pauline-Bénédicte de Quélen de Vauguyon. Eugenio Manuel tuvo dos hermanas:
- María Gabriela (1811-1837), casada en 1827 con el príncipe Victor-Emmanuel-Camillo Massimo, que en 1840 sería II príncipe de Arsoli.
- María Filiberta (1814-1874) casada en 1837 con el príncipe Leopoldo de las Dos-Sicilias, conde de Siracusa.

El matrimonio de sus padres había sido considerado morganático por el reino de Cerdeña, por lo que en su nacimiento Eugenio y sus hermanos no eran considerados príncipes. La familia de Eugenio vivía en Francia.
En 1825, Eugenio fue enviado a educarse a Turín, corte del primo de su padre el rey Carlos Félix de Cerdeña. En Turín asistiría al Collegio del Carmine, regido por la Compañía de Jesús, donde se educaba la alta nobleza de Cerdeña. Poco tiempo después, el 16 de octubre de 1825 su padre moriría de forma inesperada en París. Tras acabar sus estudios, su tío Carlos Félix decidió que Eugenio Manuel siguiera la carrera naval ingresando en la Regia Scuola di Marina di Genova en 1830.
La muerte de Carlos Félix de Cerdeña en abril de 1831, hizo que subiera al trono Carlos Alberto, hasta entonces príncipe de Cariñano, que era pariente más cercano de su padre. Este reinado sería más favorable a Eugenio y sus hermanos, que entonces eran conocidos como Saboya-Villafranca.
El 28 de abril de 1834 el rey Carlos Alberto de Cerdeña reconoció a Eugenio Manuel y su hermana Filiberta como príncipes de sangre con el tratamiento de Alteza Serenísima (su otra hermana María Gabriela ya estaba casada). Este monarca que, hasta su acceso al trono había sido príncipe de Cariñano (título que llevaba el cabeza de la homónima rama secundogénita de la Casa de Saboya), concedió este título a Eugenio Manuel. En 1835 contaba con una corte propia a su servicio formada por:
- Primer escudero y Conservador del Apanage y Patrimonio.
- Cuatro segundos escuderos.
- [Una dama al servicio de su hermana Filiberta]
- Intendente general de la Casa.
- Médico de la Casa.
- Cirujano de la Casa.
- Veterinario.

Fue destinado a dar la vuelta al mundo en la fragata sarda Regina en agosto de 1838 tras haber sido nombrado capitán de fragata. El viaje comenzó en octubre de ese año, pero se interrumpió tras haber estado únicamente en Sudamérica donde Eugenio llegaría a visitar a la familia imperial de Brasil. Eugenio regresaría en mayo de 1839 a Turín. En años posteriores se comenzaría a tratar su matrimonio con una princesa como correspondía a su rango de príncipe de sangre, realizándose varios intentos infructuosos:
- En 1842, la corte de Viena (la mujer de Carlos Alberto de Cerdeña era la archiduquesa María Adelaida de Austria) propuso a la joven princesa Jenara del Brasil a quien Eugenio conocía de su viaje a Sudamérica.
- En 1843, Carlos Alberto de Cerdeña  sugirió a  su sobrina la archiduquesa María Carolina de Austria, hija de Raniero José de Austria, virrey del Reino lombardo-véneto y de la princesa Isabel de Saboya-Carignano. Tras haber sido fijado el compromiso, María Carolina moriría el 23 de enero de 1844.

Tras estos intentos finalizaría por no casarse con una princesa. Años después, en 1863 contrajo matrimonio morganático con Felicita Crosio, con quien tendría nueve hijos, tanto su mujer como sus hijos sería titulados el 13 de septiembre de 1888, condes de Villafranca-Soissons.
Carlos Alberto nombró a Eugenio como comandante general de la Armada del Reino de Cerdeña, pasando este último a residir en Génova durante cuatro años.
En la década de 1850, especialmente tras el Congreso de París se barajó el nombre de Eugenio para ser nombrado príncipe de Moldavia, o posteriormente para sustituir al rey Otón como rey de Grecia.
Durante la segunda guerra de Independencia italiana, jugaría un papel preminente por su carácter de príncipe de sangre y su cercanía a su primo Víctor Manuel II. Tras la muerte de este monarca en 1878 y hasta su propia muerte, Eugenio jugaría el papel de patriarca de la familia real de Italia.

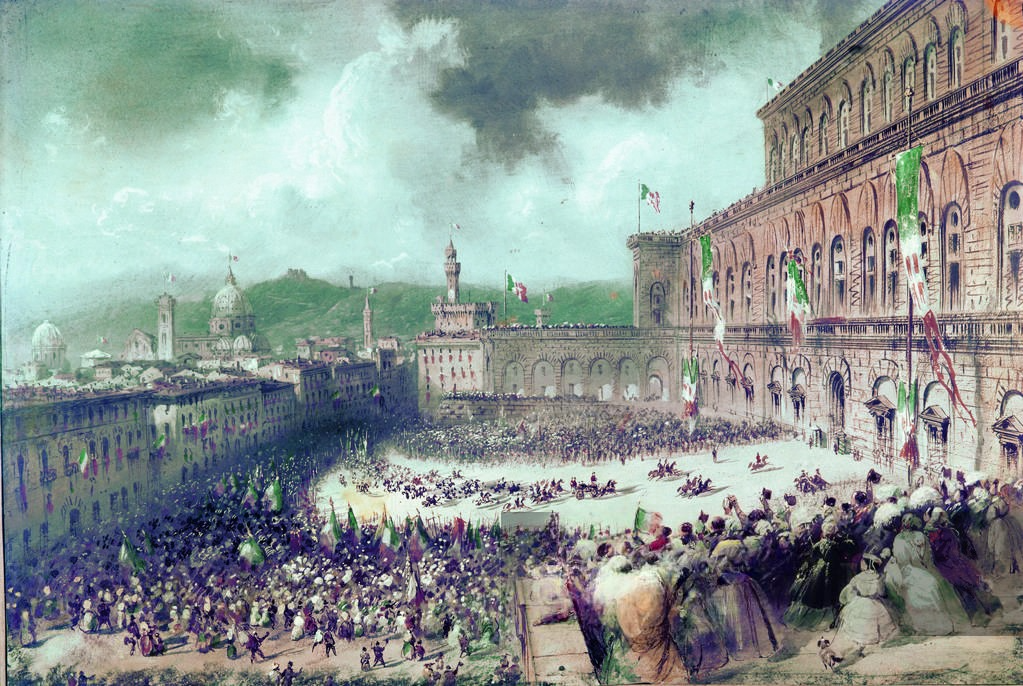
Eugenio Manuel recibido solemnemente en el Palacio Pitti de Florencia como lugarteniente general del reino de Italia en 1866. (Por Carlo Bossoli)

En 1866 fue nombrado por Víctor Manuel II, lugarteniente general del reino de Italia, como consecuencia de la partida del monarca a las operaciones de la Tercera Guerra de la Independencia italiana.Murió en Turín en 1888. Fue enterrado en el 

## Títulos, órdenes y cargos

### Títulos
| ● 29 de septiembre de 1814-28 de abril de 1834: | Eugenio Manuel de Saboya                     |
| ● 28 de abril de 1834-29 de marzo de 1849:      | Su Alteza Serenísima el Príncipe de Cariñano |
| ● 29 de marzo de 1849-15 de diciembre de 1888:  | Su Alteza Real el Príncipe de cariñano       |

### Órdenes

#### Reino de Italia
- Caballero de la Orden de la Anunciata. (24 de diciembre de 1836)[4]
- Caballero gran cruz de la Orden de los Santos Mauricio y Lázaro.
- Caballero gran cruz de la Orden Militar de Saboya.[5]
- Caballero gran cruz de la Orden de la Corona de Italia.[6]
- Condecorado con la Medalla de Oro del Valor Militar.
- Condecorado con la Medalla conmemorativa de las campañas de las Guerras de Independencia.

### Cargos
- Lugarteniente general del Reino de Italia (1866).
- Almirante de la Armada del Reino de Italia.[7]
- Comandante general de la Armada del Reino de Cerdeña. (16 de julio de 1844-)
- Capitán de fragata de la Armada del Reino de Cerdeña. (c. agosto de 1838)
- Comandante honorario del regimiento de caballería Piamonte Cavalleria del Ejército Sardo (3 de marzo de 1836-)